# コンコルディア (アルゼンチン)
サン・アントニオ・デ・パドゥア・デ・ラ・コンコルディア(スペイン語: San Antonio de Padua de la Concordia)は、アルゼンチン・メソポタミア地方のエントレ・リオス州北東部にある自治体である。2012年の人口は157,514人であり、コンコルディア・デパルタメントの政庁所在地である。単にコンコルディア(スペイン語: Concordia)と呼ばれることが多い。

## 地理
ウルグアイ川の右岸（西側）に位置し、対岸はウルグアイ第2の都市サルトである。両都市はサルト・グランデ・ダムに架かるサルト大橋（鉄道道路併用橋）で結ばれており、コンコルディアの中心地から北に約18kmの距離にある。コンコルディアはアルゼンチンにおける柑橘類の特産地として知られている。ヤタイヤシの保護で重要なエル・パルマール国立公園は市の南約60kmにある。住民は南緯31度18分 西経58度0分 / 南緯31.300度 西経58.000度にあるコモドーロ・ピエレステギ空港を使用する。

## 出身者
- パブロ・クエバス - テニス選手
- イザベル・サルリ - モデル、女優
- マルコス・セネシ - サッカー選手
- グスタボ・ボウ - サッカー選手

## ギャラリー

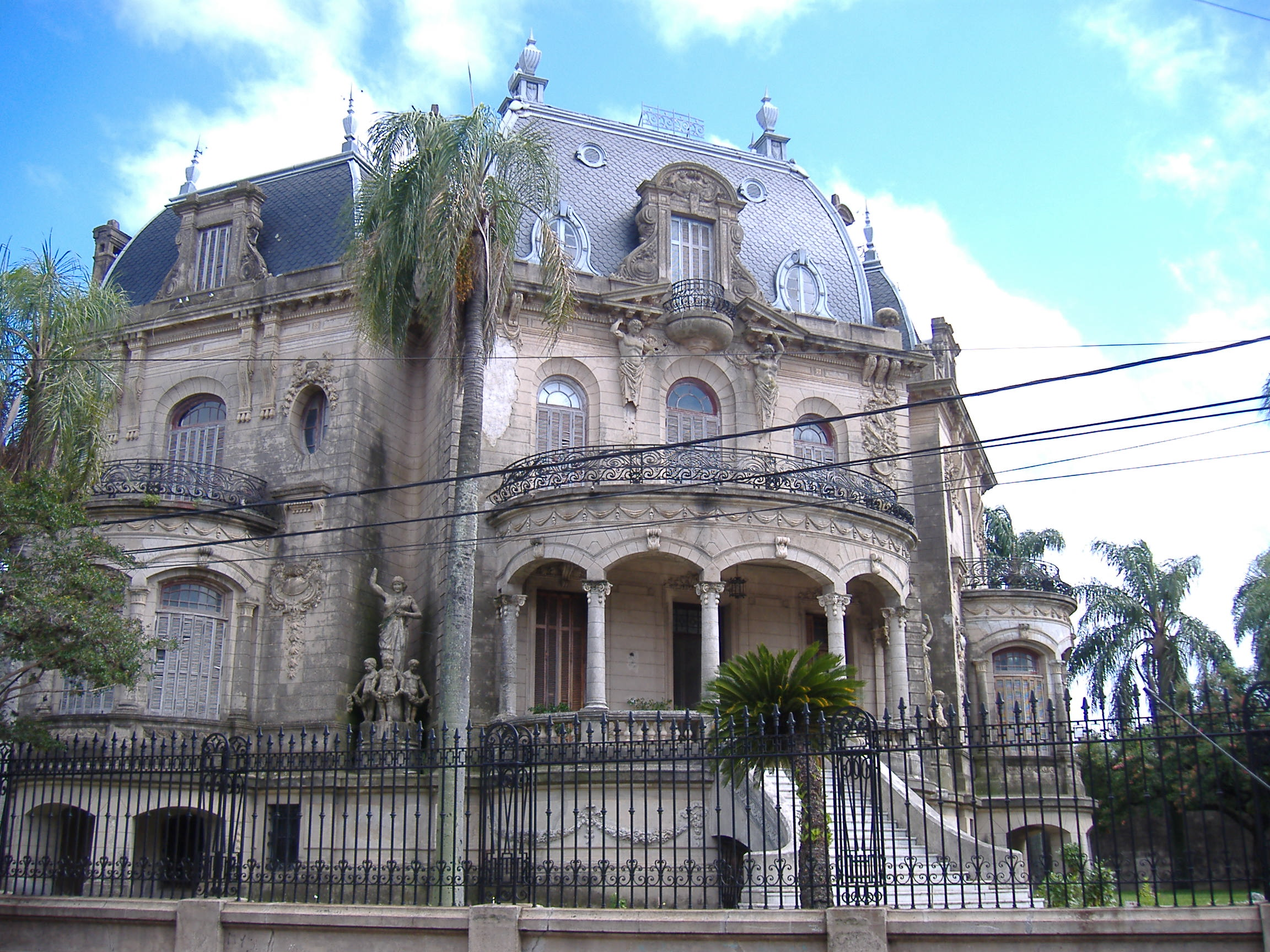
コンコルディアでもっとも重要な建築であるアルアバレーナ邸宅
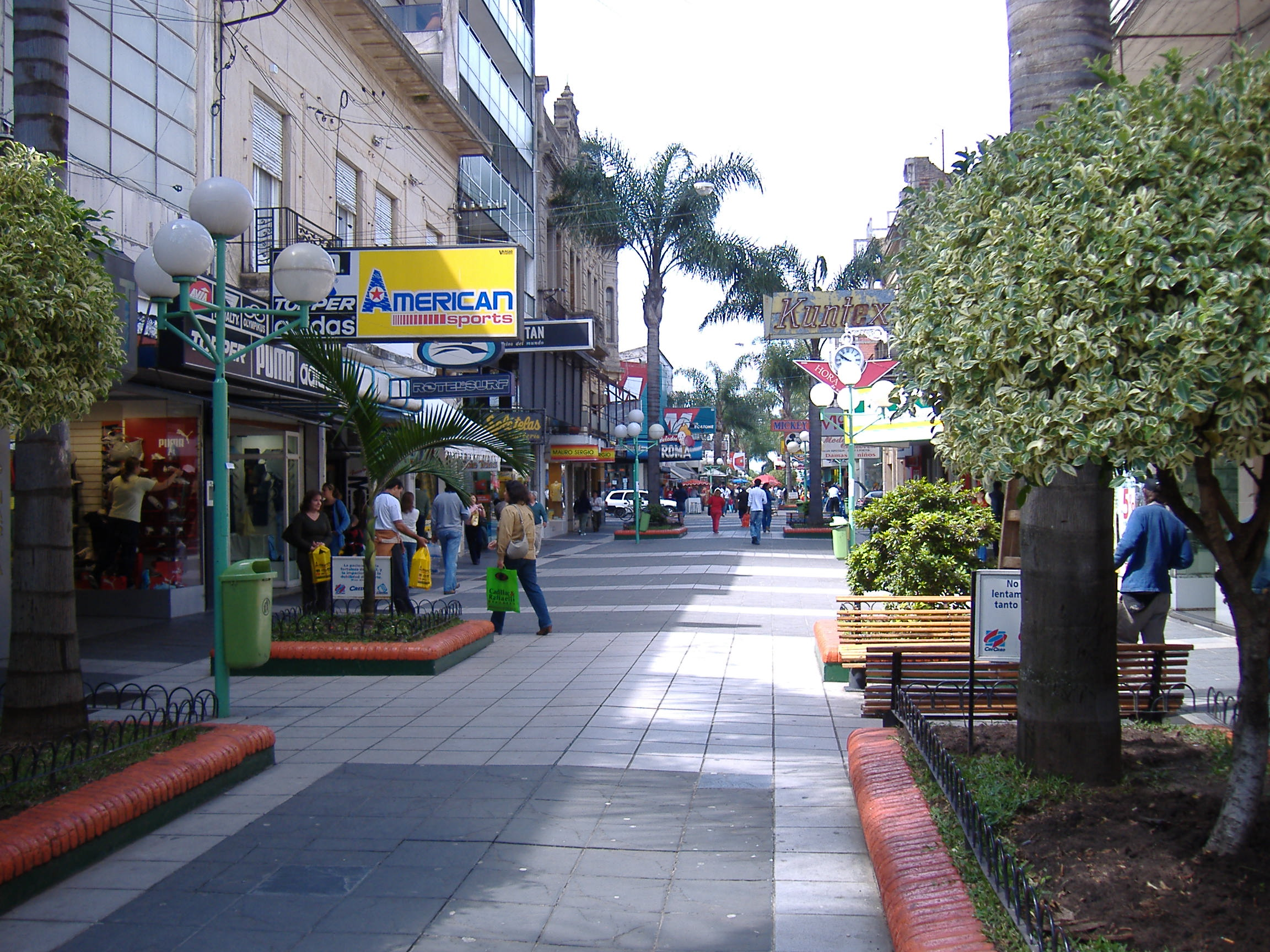
歩行者専用道路のエントレ・リオス通り
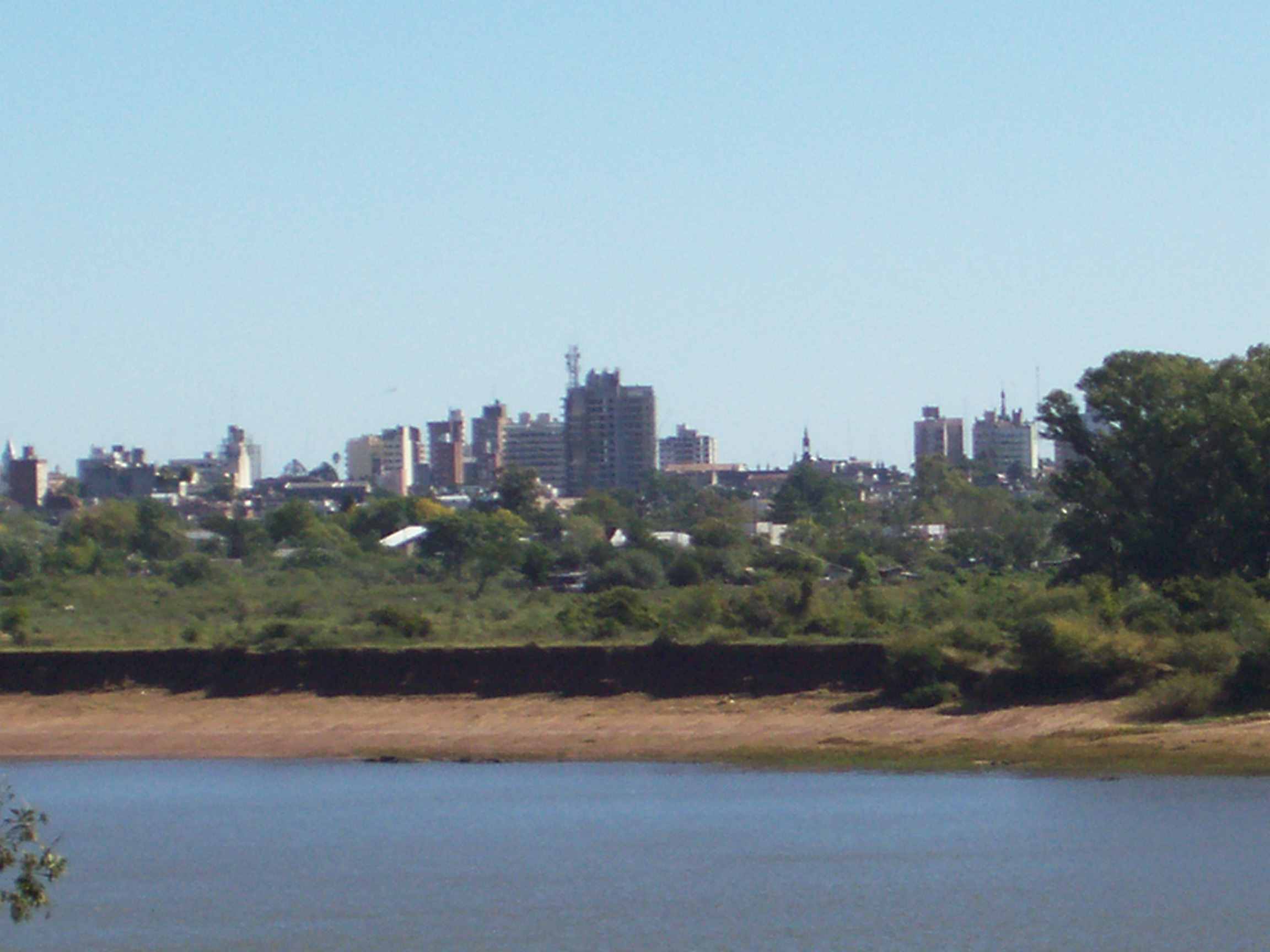
ウルグアイ川とコンコルディアの遠景
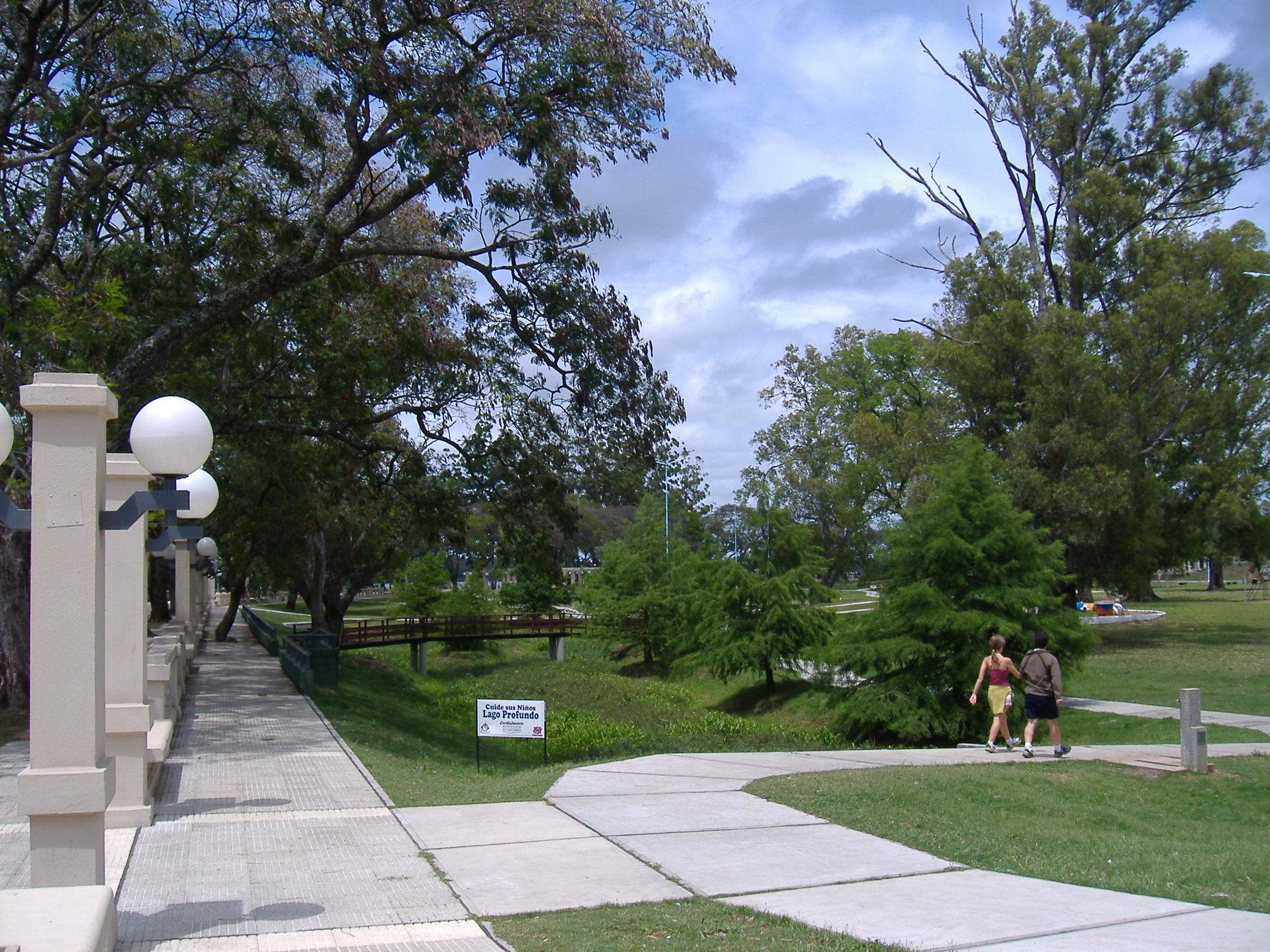
ミトレ公園
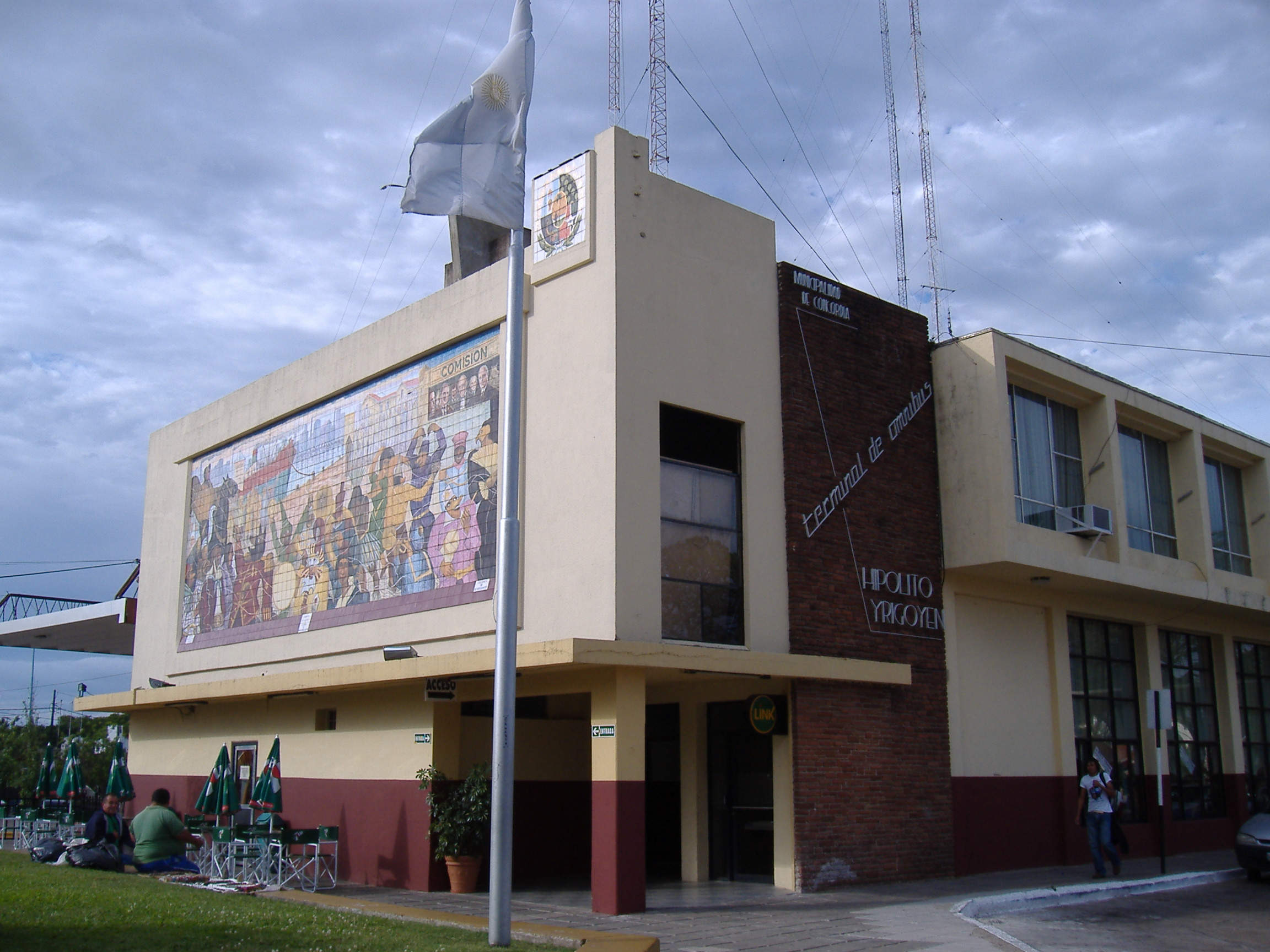
バスターミナル